# لائو مولدر
لائو مولدر (انگلیسی: Lau Mulder; ۷ ژوئیهٔ ۱۹۲۷ – ۲۹ ژانویهٔ ۲۰۰۶) بازیکن هاکی روی چمن، و بازیکن کریکت اهل پادشاهی هلند بود.